# Neacomys tenuipes
Neacomys tenuipes es una especie de roedor de la familia Cricetidae se distribuye a lo largo de los Andes septentrionales, desde el noroeste de Venezuela y a través de Colombia hasta Ecuador, a elevaciones de entre los 400 a 1750 m s. n. m. Hay pequeñas poblaciones de Neacomys en la cuenca baja del Amazonas, anteriormente se creía que se trataba de la misma especia, ahora se reconoce como una especie diferente.

## Literatura citada
- Musser, G.G. and Carleton, M.D. 2005. Superfamily Muroidea. Pp. 894–1531 in Wilson, D.E. and Reeder, D.M. (eds.). Mammal Species of the World: a taxonomic and geographic reference. 3rd ed. Baltimore: The Johns Hopkins University Press, 2 vols., 2142 pp. ISBN 978-0-8018-8221-0
- Ochoa, J., Rivas, B., Gómez-Laverde, M., Woodman, N. and Timm, R. 2008. «Neacomys tenuipes». Lista Roja de especies amenazadas de la UICN 2025 (en inglés). ISSN 2307-8235.. In IUCN. IUCN Red List of Threatened Species. Version 2009.2. <www.iucnredlist.org>. Downloaded on December 2, 2009.

- Datos: Q1767725
- Especies: Neacomys tenuipes